# Martin Hell
Martin Hell (* 6. April 1885 in Liefering bei Salzburg; † 29. Jänner 1975 in Salzburg) war ein österreichischer Ingenieur und Prähistorischer Archäologe.

## Leben
Hell maturierte 1903 an der k.k. Staatsrealschule Salzburg und studierte danach an der Technischen Hochschule in Wien das Bauingenieurfach, betrieb daneben aber auch Studien zur Geologie und Paläontologie. Von 1920 bis 1923 studierte er als außerordentlicher Hörer an der Universität Wien bei Oswald Menghin Ur- und Frühgeschichte. Sein Aufsatz „Neue Beiträge zur Vor- und Frühgeschichte des Dürnbergs“ wurde 1931 als Dissertation angenommen, Hell hat allerdings die Rigorosen nicht abgelegt.

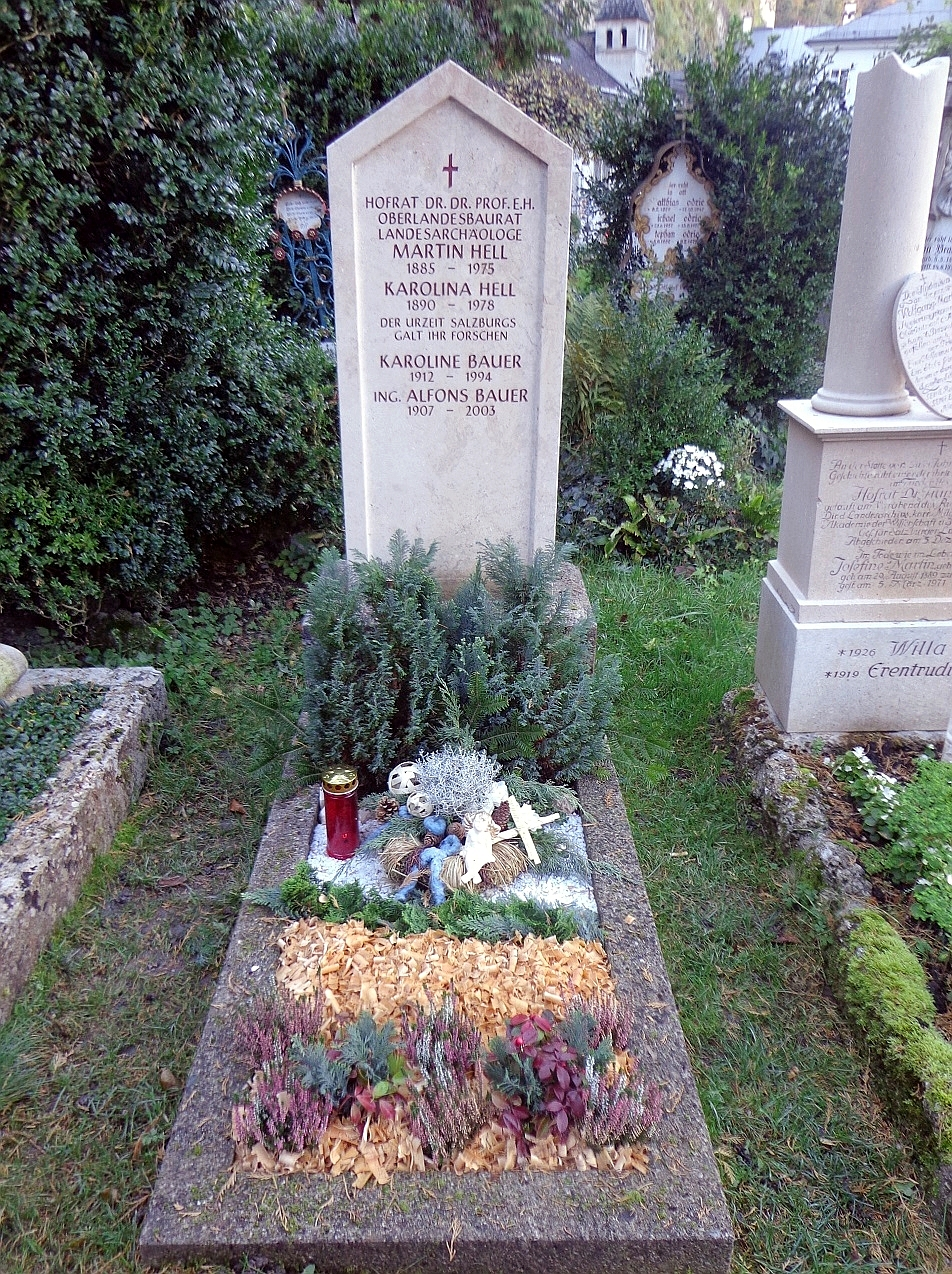
Petersfriedhof Salzburg, Grab von Martin Hell

Nach Abschluss des Ingenieurstudiums arbeitete er ab 1911 im Landesbauamt Salzburg, ab 1926 war er Amtstechniker der Bezirkshauptmannschaften Salzburg und Hallein, 1941 wurde er Beamter auf Lebenszeit im Reichsdienst und bis September 1945 war er in der Reichsbauverwaltung tätig.
Seine Freizeit widmete er – gemeinsam mit seiner Frau Lina – unermüdlich der Erforschung der ältesten Geschichte Salzburgs und des angrenzenden bayrischen Raumes. Weitere Arbeitsgebiete waren Geologie- und Höhlenkunde sowie Volks- und Heimatkunde. 1911 war er, u. a. gemeinsam mit seinen Salzburger Schulfreunden Alexander Mörk von Mörkenstein, Rudolf Saar und Erwin Angermayer, Gründungsmitglied der Sektion Salzburg des Vereins für Höhlenkunde in Österreich, 1914 bis 1919 war er dessen Vereinsobmann. 1915 wurde er Mandatar und danach Verwaltungsrat des SMCA, bis 1924 war er Kustos der mineralogisch-paläontologischen Sammlung des Museums.
Von 1921 bis 1938 und ab 1945 war er Vorstand der Gesellschaft für Salzburger Landeskunde. Seine Freizeit widmete er gemeinsam mit seiner Frau Lina unermüdlich der geologischen und paläontologischen Erforschung des Bundeslandes Salzburg. Als Nachfolger von Eberhard Fugger übernahm er 1919 die Leitung der Mineralogisch-paläontologischen Abteilung des Städtischen Museums. Gemeinsam mit Weggefährten gründete er die Sektion Salzburg des Vereins für Höhlenkunde und leitete den Verein von 1914 bis 1919 Martin Hell konnte rund 100 prähistorischen Siedlungen sowie 40 frühgeschichtliche Gräberfelder entdecken, darunter die Siedlungen vom Falkenstein bei Krimml, des Klinglberg und des Brandstattbühels bei Schwarzach, die Siedlung auf dem Rabenstein bei Golling sowie die Siedlung auf dem Hellbrunner Berg. Er hat die ersten wissenschaftlichen Arbeiten auf dem Dürrnberg durchgeführt und erkannte als erster dessen herausragende Bedeutung. Während seiner fast 70 Jahre dauernden Forschungsarbeit konnte Martin Hell eine fast unvorstellbar große e Fülle von archäologischer Funde sammeln. 
Ein besonderes Anliegen war es auch immer wieder die Öffentlichkeit durch zahllose Führungen und Vorträge, aber auch durch Beiträge in Zeitungen, über die spannende archäologische Entdeckungsarbeit zu informieren. Im Verlauf seiner nahezu 70 Jahre andauernden Forschungstätigkeit hat Martin Hell eine schier unglaubliche Fülle von archäologischen Funden und Fakten zusammengetragen. Sein gesamtes Leben gab es keinen Urlaub und keine Ferien. Sogar seine Ausflüge und Spaziergänge hatten alle prähistorische oder antikrömische Fundstelle als Ziel Dabei hat uns Hell nahezu 6000 Tagebuchseiten hinterlassen.
In der Zwischenkriegszeit wurde er Mitglied des Antisemitenbundes und in der Zeit des Austrofaschismus ab 1933 Mitglied in der Vaterländischen Front. Nach dem Anschluss Österreichs suchte er um die Aufnahme in der NSDAP an, dieses Ansuchen wurde 1943 abgelehnt, bis dahin war er Parteianwärter. 1939 wurde er Leiter der „Arbeitsgemeinschaft für Vor- und Frühgeschichte“, die von dem Gauschulungsamt, das wiederum dem Amt Rosenberg unterstand, eingerichtet worden war. Am 1. April 1941 wurde Hell zum „nebenamtlichen Gaupfleger der Bodenalterstümer im Reichsgau Salzburg“ und am 4. Dezember wurde er durch Gauleiter Gustav Adolf Scheel zum „Beauftragten für Vor- und Frühgeschichte (Bodendenkmalpflege) im Reichsgau Salzburg“ ernannt. Im Oktober 1943 wurde er für Arbeiten zur Herstellung von Splittergräben eingezogen, 1944 erhielt er einen vorläufigen Musterungsausweis für den Landsturm. In dieser Zeit wirkte Hell bei verschiedenen Ausgrabungen (z. B. auf dem Rainberg, Sicherung von Funden beim Bau der Reichsautobahn, römische Grabungsfelder in Loig und Liefering) und Ausstellungen des SMCA mit. Sein Fund einer kleinen Tonplatte der Hallstattzeit vom Hellbrunner Berg (mit einem entfernt Hakenkreuz-ähnlichem Sonnensymbol) wurde 1940 in einer Zeitung veröffentlicht.
Am 21. September 1945 wurde Hell aufgrund seiner Funktionen in der Zeit des Nationalsozialismus aus dem öffentlichen Dienst entlassen, bekam aber bis zu seiner Pensionierung am 24. November 1947 Bezugsvorschüsse. In den folgenden Jahren führte er mit seiner Frau die Bodendenkmalpflege ehrenamtlich aus, 1948 wurde er dann zum „ehrenamtlichen Konservator des Bundesdenkmalamtes für Höhlenkunde im Lande Salzburg und für das Fundwesen in den Bezirken Salzburg-Land, Hallein, St. Johann im Pongau und Zell am See“ ernannt. 1949 bestellte ihn Landeshauptmann Josef Rehrl zum „ehrenamtlichen Landespfleger für die Bodenaltertümer des Landes Salzburg“.
Rund 500 wissenschaftliche Veröffentlichungen liegen von ihm vor, daneben gibt es noch zahllose Berichte in den verschiedensten fachlichen, aber auch in populären Organen. Ihm ist die Entdeckung von etwa 100 prähistorischen Siedlungen und 40 Gräberfeldern zu verdanken.
Martin Hell ist auf dem Petersfriedhof Salzburg beigesetzt.

## Ehrungen
- Korrespondierendes Mitglied des Deutschen Archäologischen Instituts, 1928
- Silbernes Ehrenzeichen für die Verdienste um die Republik Österreich, 1933
- Korrespondierendes Mitglied der Wiener Prähistorischen Gesellschaft, 1934
- Korrespondierendes Mitglied der Wiener Archäologischen Gesellschaft, 1935
- o. Mitglied des Archäologischen Instituts des Deutschen Reiches, 1941
- Matthäus- und Rudolf-Much-Preis der Akademie der Wissenschaften in Wien, 1942
- Silbernes Treudienst-Ehrenzeichen für 25-jährige treue Dienste, 1943
- Ehrenmitglied der Universität Innsbruck, 1943
- Ehrendoktorat (Dr. phil. honoris causa) der Universität München, 1953
- Ehrentitel Professor durch den österr. Bundespräsidenten, 1953
- Ehrendoktorat (Dr. phil. honoris causa) der Universität Wien, 1955
- Ehrentitel Hofrat, 1965
- Straßenbenennung in Hallein: Prof.-Martin-Hell-Straße

## Veröffentlichungen (Auswahl)
- Zwei spätrömische Gräber aus Gröding bei Salzburg. In: Jahreshefte des Österreichischen Archäologischen Institutes. 44, 1959, ISSN 0078-3579, Sp. 139–146.
- Neufund eines Bronzeschwertes aus der Salzach. In: Archaeologia Austriaca. 27, 1960, ISSN 0003-8008, S. 76–79.
- Eine Gebetschnur der Karolingerzeit aus Anger bei Reichenhall. In: Bayerische Vorgeschichtsblätter. 23, 1960, S. 210–212.
- Antike Steinsärge in der Abteikirche St. Peter zu Salzburg. In: Jahresschrift des Salzburger Museums Carolino Augusteum. 11, 1965, ISSN 0558-3438, S. 23–32.
- Zur Frage keltischer Münzprägung auf dem Halleiner Dürrnberg. In: Archaeologia Austriaca. 47, 1970, S. 44–48.
- Eine bronzezeitliche Wohnstelle in Salzburg-Taxham. In: Archaeologia Austriaca. 53, 1973, S. 1–7.